# Jacob Bjerknes

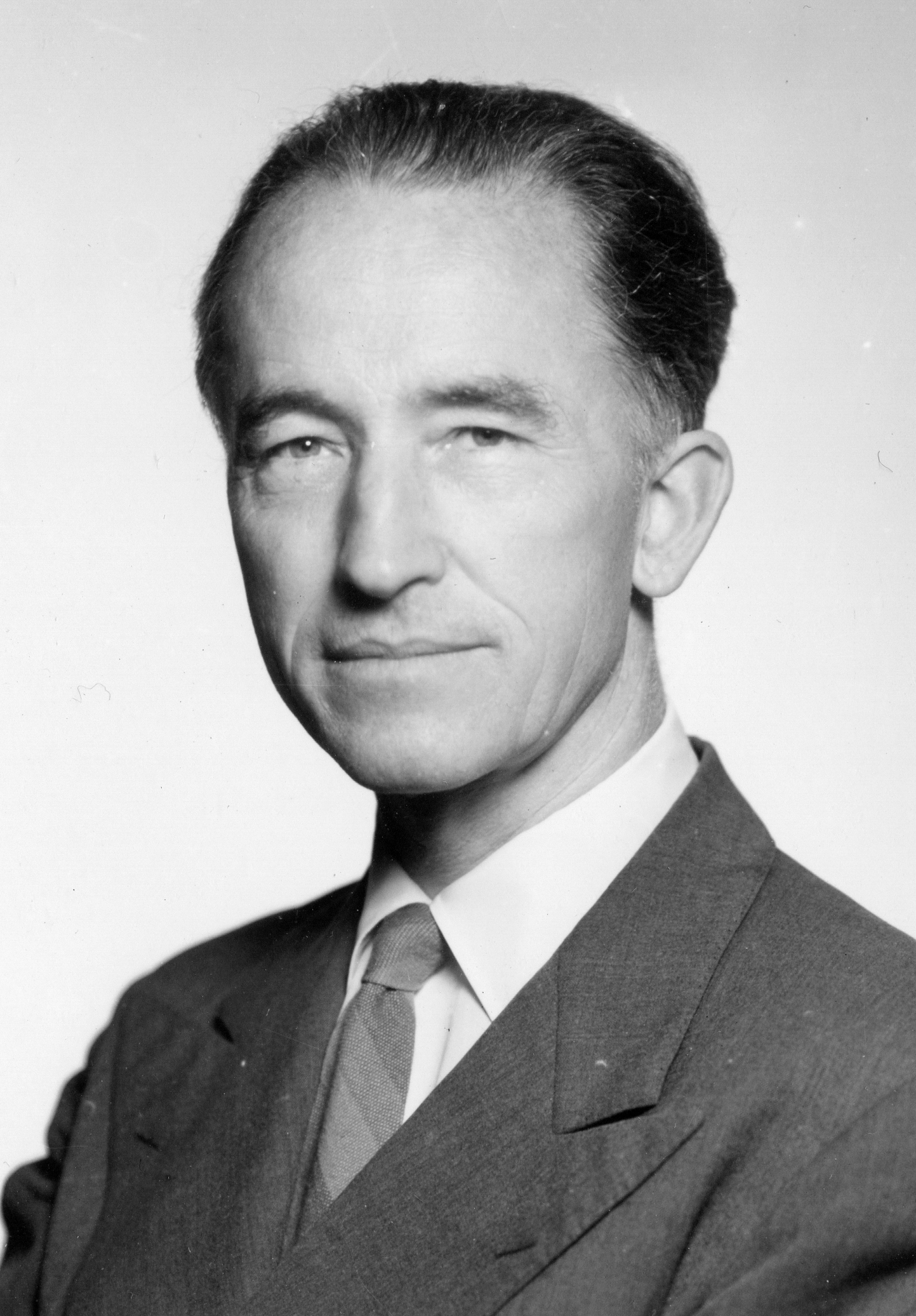
Jacob Bjerknes

Jacob Aall Bonnevie Bjerknes (* 2. November 1897 in Stockholm; † 7. Juli 1975 in Los Angeles) war ein norwegisch-amerikanischer Meteorologe. Sein Vater war Vilhelm Bjerknes, sein Großvater mütterlicherseits war Jacob Aall Bonnevie.
Bjerknes war Mitglied der Bergener Schule, einer von seinem Vater geführten Gruppe von Meteorologen, welche die Entwicklung, Intensivierung und schließlichen Zerfall von Wetter-Fronten (abrupte Grenzen zwischen verschiedenen Luftmassen) schilderten. Dieses Konzept ist als norwegisches Zyklonmodell bekannt geworden (siehe auch Polarfronttheorie). Er beschrieb El Niño und die Southern Oscillation, ein komplex gekoppeltes Zirkulationssystem von Atmosphäre und Ozean im Pazifik. Dabei erkannte er, dass El Niño und die Southern Oscillation zusammenhängende Phänomene waren.
Bjerknes war einer der Meteorologen, welche die Expedition von Roald Amundsen unterstützten, als dieser die erste Überquerung der Arktis im Luftschiff Norge 1926 durchführte. 1947 wurde er in die National Academy of Sciences, 1960 in die American Academy of Arts and Sciences gewählt.